# IIHF Continental Cup 2012-2013
La 16ª edizione della Continental Cup organizzata dalla federazione internazionale di hockey su ghiaccio ha vista confermata la formula della stagione precedente, con 19 compagini iscritte, vincitrici dei campionati delle nazioni europee che nel ranking IIHF occupano le posizioni dall'ottava in poi, ovvero provenienti da serie minori dei campionati superiori (è il caso, in questa edizione, delle compagini russa, finlandese e tedesca). Per la finale è comunque qualificata (in qualità di team ospitante) la compagine ucraina del Donbas Donec'k, appena iscrittasi in Kontinental Hockey League, il più importante campionato di hockey su ghiaccio europeo.
Alla luce del fatto che anche per questa stagione la federazione, per il mancato accordo coi club sul piano di rilancio ideato dalla stessa IIHF, mantenne la sospensione della Champions Hockey League, la Continental Cup era nuovamente l'unica competizione europea per squadre di club maschili.

## Formula
La formula è la consueta, con un gruppo preliminare da quattro squadre (provenienti dagli ultimi 4 campionati secondo il ranking), la prima delle quali si è qualificata al secondo turno. Al secondo turno ci saranno due gironi da quattro squadre, con 7 squadre qualificate per la posizione nel ranking e la vincitrice del primo turno. Le due vincenti passano al terzo turno, che funziona con lo stesso meccanismo: due gironi da 4, con 6 squadre qualificate per il ranking e le due vincenti il secondo turno.
Il girone finale (o Super Final) vede qualificate di diritto la squadra ospitante (gli ucraini dell'HK Donbas Donec'k) e i detentori dei Dragons de Rouen, rappresentante della Francia.
I gironi, i luoghi ospitanti e le squadre partecipanti sono state decise il 23 giugno 2012.

## Primo turno

### Gruppo A
Gli incontri del gruppo A si sono svolti a Miercurea Ciuc, Romania, dal 28 al 30 settembre 2012.
Al girone hanno preso parte le quattro squadre provenienti dai Paesi con il peggiore ranking.
- HK Vitez Belgrado,  Serbia
- HSC Csikszereda,  Romania
- Maccabi Metulla HC,  Israele
- Baskent Yildizlari Ankara,  Turchia

#### Partite
| Miercurea Ciuc 28 settembre 2012, ore 16:00 UTC+2 | Maccabi Metulla HC | 0 – 15 (0-6, 0-7, 0-2) referto | HK Vitez Belgrado | Vakar Lajos Ice Rink (? spett.) |

| Miercurea Ciuc 28 settembre 2012, ore 19:30 UTC+2 | Baskent Yildizlari Ankara | 0 – 15 (0-8, 0-2, 0-5) referto | HSC Csikszereda | Vakar Lajos Ice Rink (? spett.) |

| Miercurea Ciuc 29 settembre 2012, ore 16:00 UTC+2 | Baskent Yildizlari Ankara | 6 – 1 (4-0, 1-0, 1-1) referto | HK Vitez Belgrado | Vakar Lajos Ice Rink (? spett.) |

| Miercurea Ciuc 29 settembre 2012, ore 19:30UTC+2 | Maccabi Metulla HC | 0 – 15 (0-6, 0-6, 0-3) referto | HSC Csikszereda | Vakar Lajos Ice Rink (? spett.) |

| Miercurea Ciuc 30 settembre 2012, ore 16:00 UTC+2 | Baskent Yildizlari Ankara | 13 – 1 (4-0, 8-0, 1-1) referto | Maccabi Metulla HC | Vakar Lajos Ice Rink (? spett.) |

| Miercurea Ciuc 30 settembre 2012, ore 19:30UTC+2 | HK Vitez Belgrado | 0 – 6 (0-1, 0-4, 0-1) referto | HSC Csikszereda | Vakar Lajos Ice Rink (? spett.) |

#### Classifica
| Pos. |                           | PG | V | VOT | POT | P | Reti  | Pt. |
| 1.   | HSC Csikszereda           | 3  | 3 | 0   | 0   | 0 | 36:0  | 9   |
| 2.   | Baskent Yildizlari Ankara | 3  | 2 | 0   | 0   | 1 | 19:2  | 6   |
| 3.   | HK Vitez Belgrado         | 3  | 1 | 0   | 0   | 2 | 16:12 | 3   |
| 4.   | Metula HC                 | 3  | 0 | 0   | 0   | 3 | 1:43  | 0   |

## Secondo turno

### Gruppo B
Gli incontri del gruppo B si sono tenuti a Landshut (Germania) dal 19 al 21 ottobre 2012.
Le quattro squadre partecipanti sono state:
- Landshut Cannibals,  Germania
- Belfast Giants,  Regno Unito
- Eaters Geleen,  Paesi Bassi
- HSC Csikszereda,  Romania (Vincitrice gruppo A)

#### Partite
| Landshut 19 ottobre 2012, ore 16:00 UTC+1 | Belfast Giants | 11 – 1 (5-0, 3-0, 3-1) referto | Eaters Geleen | Eisstadion am Gutenbergweg (? spett.) |

| Landshut 19 ottobre 2012, ore 19:30 UTC+1 | Landshut Cannibals | 2 – 0 (1-0, 0-0, 1-0) referto | HSC Csikszereda | Eisstadion am Gutenbergweg (? spett.) |

| Landshut 20 ottobre 2012, ore 16:00 UTC+1 | Eaters Geleen | 3 – 2 (0-0, 1-1, 2-1) referto | HSC Csikszereda | Eisstadion am Gutenbergweg (? spett.) |

| Landshut 20 ottobre 2012, ore 19:30 UTC+1 | Landshut Cannibals | 7 – 1 (3-0, 2-1, 2-0) referto | Belfast Giants | Eisstadion am Gutenbergweg (? spett.) |

| Landshut 21 ottobre 2012, ore 14:00 UTC+1 | HSC Csikszereda | 0 – 4 (0-1, 0-2, 0-1) referto | Belfast Giants | Eisstadion am Gutenbergweg (? spett.) |

| Landshut 21 ottobre 2012, ore 18:00 UTC+1 | Landshut Cannibals | 4 – 2 (0-1, 3-0, 1-1) referto | Eaters Geleen | Eisstadion am Gutenbergweg (? spett.) |

#### Classifica
| Pos |                    | PG | V | VOT | POT | P | Reti | Punti |
| 1.  | Landshut Cannibals | 3  | 3 | 0   | 0   | 0 | 13:3 | 9     |
| 2.  | Belfast Giants     | 3  | 2 | 0   | 0   | 1 | 16:8 | 6     |
| 3.  | Eaters Geleen      | 3  | 1 | 0   | 0   | 2 | 6:17 | 3     |
| 4.  | HSC Csikszereda    | 3  | 0 | 0   | 0   | 3 | 2:9  | 0     |

### Gruppo C
Gli incontri del gruppo C si sono tenuti a Vaasa, Finlandia, dal 21 al 21 ottobre 2012.
Le quattro squadre partecipanti:
- Miskolc Polar Bears,  Ungheria
- Beibarys Atyrau,  Kazakistan
- Vaasan Sport,  Finlandia
- HK Liepajas Metalurgs,  Lettonia

#### Partite
| Vaasa 19 ottobre 2012, ore 14:00 UTC+2 | HK Beibarys Atyrau | 5 – 3 (1-2, 1-1, 3-0) referto | HK Liepājas Metalurgs | Vaasan Arena (? spett.) |

| Vaasa 19 ottobre 2012, ore 18:30 UTC+2 | Vaasan Sport | 11 – 1 (3-0, 3-0, 5-1) referto | Miskolc Polar Bears | Vaasan Arena (? spett.) |

| Vaasa 20 ottobre 2012, ore 14:00 UTC+2 | Miskolc Polar Bears | 4 – 7 (3-3, 1-0, 0-4) referto | HK Liepājas Metalurgs | Vaasan Arena (? spett.) |

| Vaasa 20 ottobre 2012, ore 18:30 UTC+2 | Vaasan Sport | 4 – 5 (3-0, 1-2, 0-3) referto | HK Beibarys Atyrau | Vaasan Arena (? spett.) |

| Vaasa 21 ottobre 2012, ore 14:00 UTC+2 | Miskolc Polar Bears | 0 – 4 (0-1, 0-3, 0-0) referto | HK Beibarys Atyrau | Vaasan Arena (? spett.) |

| Vaasa 21 ottobre 2012, ore 18:30 UTC+2 | Vaasan Sport | 4 – 3 d.t.s. (0-1, 1-1, 2-1, 1-0) referto | HK Liepājas Metalurgs | Vaasan Arena (? spett.) |

#### Classifica
| Pos. |                       | PG | V | VOT | POT | P | Reti  | Punti |
| 1.   | HK Beibarys Atyrau    | 3  | 3 | 0   | 0   | 0 | 14:7  | 9     |
| 2.   | Vasaan Sport          | 3  | 1 | 1   | 0   | 1 | 19:9  | 5     |
| 3.   | HK Liepājas Metalurgs | 3  | 1 | 0   | 1   | 1 | 13:13 | 4     |
| 4.   | Miskolc Polar Bears   | 3  | 0 | 0   | 0   | 3 | 5:22  | 0     |

## Terzo turno

### Gruppo D
Gli incontri del gruppo D si sono tenuti a Bolzano, Italia, dal 23 al 25 novembre 2012.
Le quattro squadre partecipanti:
- HC Bolzano,  Italia
- Toros Neftekamsk,  Russia
- Herning Blue Fox,  Danimarca
- Landshut Cannibals,  Germania (vincitrice gruppo B)

#### Partite
| Bolzano 23 novembre 2012, ore 17:00 UTC+1 | Toros Neftekamsk | 2 – 1 (1-0, 0-0, 1-1) referto | Landshut Cannibals | Palaonda (1000 spett.) |

| Bolzano 23 novembre 2012, ore 20:30 UTC+1 | HC Bolzano | 3 – 2 (0-1, 1-0, 2-1) referto | Herning Blue Fox | Palaonda (3100 spett.) |

| Bolzano 24 novembre 2012, ore 17:00 UTC+1 | Herning Blue Fox | 1 – 3 (0-1, 1-0, 0-2) referto | Toros Neftekamsk | Palaonda (1050 spett.) |

| Bolzano 24 novembre 2012, ore 20:30 UTC+1 | HC Bolzano | 2 – 0 (0-0, 0-0, 2-0) referto | Landshut Cannibals | Palaonda (4250 spett.) |

| Bolzano 25 novembre 2012, ore 16:00 UTC+1 | Herning Blue Fox | 4 – 0 (2-0, 2-0, 0-0) referto | Landshut Cannibals | Palaonda (751 spett.) |

| Bolzano 25 novembre 2012, ore 19:30 UTC+1 | HC Bolzano | 3 – 2 d.t.s. (1-0, 0-1, 1-1, 1-0) referto | Toros Neftekamsk | Palaonda (4300 spett.) |

#### Classifica
| Pos. |                    | PG | V | VOT | POT | P | Reti | Pt. |
| 1.   | HC Bolzano         | 3  | 2 | 1   | 0   | 0 | 8:4  | 8   |
| 2.   | Toros Neftekamsk   | 3  | 2 | 0   | 1   | 0 | 7:5  | 7   |
| 3.   | Herning Blue Fox   | 3  | 1 | 0   | 0   | 2 | 7:6  | 3   |
| 4.   | Landshut Cannibals | 3  | 0 | 0   | 0   | 3 | 1:8  | 0   |

### Gruppo E
Gli incontri del gruppo E si sono tenuti a Stavanger, Norvegia, dal 23 al 25 novembre 2012.
Le quattro squadre partecipanti:
- Metallurg Zhlobin,  Bielorussia
- Stavanger Oilers,  Norvegia
- KH Sanok,  Polonia
- HK Beibarys Atyrau,  Kazakistan (vincitrice gruppo C)

#### Partite
| Stavanger 23 novembre 2012, ore 16:00 UTC+1 | Metallurg Zhlobin | 3 – 0 (1-0, 2-0, 0-0) referto | HK Beibarys Atyrau | DNB Arena (150 spett.) |

| Stavanger 23 novembre 2012, ore 20:00 UTC+1 | Stavanger Oilers | 7 – 4 (2-0, 4-3, 1-1) referto | KH Sanok | DNB Arena (1444 spett.) |

| Stavanger 24 novembre 2012, ore 16:00 UTC+1 | KH Sanok | 3 – 5 (2-0, 1-3, 0-2) referto | Metallurg Zhlobin | DNB Arena (217 spett.) |

| Stavanger 24 novembre 2012, ore 20:00 UTC+1 | Stavanger Oilers | 3 – 2 d.t.s. (2-1, 0-0, 0-1, 1-0) referto | HK Beibarys Atyrau | DNB Arena (1254 spett.) |

| Stavanger 25 novembre 2012, ore 14:00 UTC+1 | HK Beibarys Atyrau | 5 – 1 (3-1, 2-0, 0-0) referto | KH Sanok | DNB Arena (250 spett.) |

| Stavanger 25 novembre 2012, ore 14:00 UTC+1 | Metallurg Zhlobin | 4 – 3 d.r. (2-1, 1-0, 1-1, 0-0, 1-0) referto | Stavanger Oilers | DNB Arena (1480 spett.) |

#### Classifica
| Pos. |                    | PG | V | VOT | POT | P | Reti  | Punti |
| 1.   | Metallurg Žlobin   | 3  | 2 | 1   | 0   | 0 | 12:6  | 8     |
| 2.   | Stavanger Oilers   | 3  | 1 | 1   | 1   | 0 | 13:10 | 6     |
| 3.   | HK Beibarys Atyrau | 3  | 1 | 0   | 1   | 1 | 7:7   | 4     |
| 4.   | KH Sanok           | 3  | 0 | 0   | 0   | 3 | 8:17  | 0     |

## Super Final
Gli incontri della Super Final si tennero a Donec'k, in Ucraina, dall'11 al 13 gennaio 2013.
Le quattro squadre partecipanti furono:
- Dragons de Rouen,  Francia (detentore del titolo)
- Donbas Donec'k,  Ucraina (squadra ospitante)
- HC Bolzano,  Italia (vincitrice gruppo D)
- Metallurg Žlobin,  Bielorussia (vincitrice gruppo E)

### Partite
- Rouen - Bolzano 6-1 (2-0, 3-0, 1-1)
- Donbas Donec'k - Metallurg Žlobin 1-0 (0-0, 1-0, 0-0)
- Rouen - Metallurg Žlobin 1-3 (0-0, 0-3, 1-0)
- Bolzano - Donbas Donec'k 0-3 (0-1, 0-1, 0-1)
- Metallurg Žlobin - Bolzano 1-0 d.t.r. (0-0, 0-0, 0-0, 0-0, 1-0)
- Donbas Donec'k - Rouen 7-1 (2-1, 3-0, 2-0)

### Classifica
| Pos. |                   | PG | V | VOT | POT | P | Reti | Punti |
| 1.   | Donbas Donec'k    | 3  | 3 | 0   | 0   | 0 | 11:1 | 9     |
| 2.   | Metallurg Zhlobin | 3  | 1 | 1   | 0   | 1 | 4:2  | 5     |
| 3.   | Dragons de Rouen  | 3  | 1 | 0   | 0   | 2 | 8:11 | 3     |
| 4.   | HC Bolzano        | 3  | 0 | 0   | 1   | 2 | 1:10 | 1     |

Il trofeo viene vinto dai padroni di casa del Donbas Donec'k, vincitori di tutti e tre gli incontri disputati.

### Premi individuali
Sono stati premiati il miglior portiere, il miglior difensore ed il miglior attaccante del torneo:
- Miglior portiere: Ján Laco (Donbas Donec'k)
- Miglior difensore: Clay Wilson (Donbas Donec'k)
- Miglior attaccante: Julien Desrosiers (Dragons de Rouen)